# Цар Освободител (паметник)
Вижте пояснителната страница за други значения на Цар Освободител.
Паметникът на Царя Освободител, наричан още Паметник на Освободителите, е сред най-внушителните паметници в София.
Издигнат е в чест на Освобождението на България (1878 г.), в израз на признателността на българския народ към руския народ в лицето на руския император Александър II и като символ на българската свобода. Намира се на столичния булевард „Цар Освободител“ на площад „Народно събрание“ с лице към сградата на Народното събрание. Официалното му откриване е през 1907 г.
Паметникът е сред големите постижения на прочутия флорентински скулптор Арналдо Дзоки. Италианецът печели конкурса за проект, обявен в края на 19 век по инициатива на Върховния поборническо-опълченски комитет, в конкуренция с близо 90 скулптори от 15 страни. Инженерно-техническото изпълнение на паметника е поверено на инж. Христо Станишев. Паметникът е основно ремонтиран през 2013 г.

## Описание
Монументът представлява 4,5-метрова конна фигура на Александър II, изработена от бронз, положена върху постамент от черен полиран гранит. Общата височина е 12 метра. Средната част е с фигури и масивен ренесансов корниз, завършен със скулптурата на руския цар, възседнал кон. Околовръстен висок релеф от бронз, опасващ средната част на постамента, изобразява народа поведен в битка от богинята на победата Нике. В релефа са портретувани лицата на над 30 военачалници, държавници и общественици, между които генерал Михаил Скобелев, генерал Йосиф Гурко, граф Николай Игнатиев, княз Николай Николаевич старши. Други три по-малки бронзови релефа изобразяват ключови събития като битката при Стара Загора, подписването на Санстефанския мирен договор и свикването на Учредителното събрание. Фронталната част на паметника е увенчана с бронзов лавров венец, дар от румънския крал Карол I в памет на загиналите румънски воини и с надписа „Царю Освободителю // Признателна България“.

## История на създаването
За първи път идеята за издигане на паметник на освободителите е предложена през декември 1892 г. на Втория конгрес на поборническо-опълченския корпус. Взето е единодушно решение за учредяване на инициативен комитет, който да набере средствата, нужни за издигане на паметник на Александър ІІ и построяване на дом за ветераните от Априлското въстание и Руско-турската война. За председател на комитета е избран Стоян Заимов, а за почетен председател – княз Фердинанд, който прави и първата дарителска вноска от 50 хиляди лева. Дарение от 300 хиляди лева е получено от депутатите от Десетото Обикновено Народно събрание, а останалите средства са събрани от различни обществени организации и от масовото закупуване на специално емитираната за целта пощенска марка с образа на Александър II.
На заседания на комитета от 15 до 18 февруари 1900 година, е изготвена програмата на конкурса за изработка на паметника, която фиксира задължителните му елементи, материалите за изработката му, и определя сумите за окончателна реализация (300 хиляди франка) и награден фонд (5 хил. франка за първото отличие и по 4 хил. франка за наградите от второ до пето място). Условията на конкурса са изпратени до художествените академии по цял свят и предизвикват голям интерес; за участие се записват 90 скулптори, като свои проекти изпращат 32-ма от 13 държави: девет от Париж, три от Флоренция, три от София, по две от Цюрих, Берлин и Прага, по едно от Рим, Виена, Будапеща, Копенхаген, Лисабон, Хага, Хановер, Торино, Букс, Тифлис и Смирна.
От 1 до 15 септември 1900 г. макетите са изложени в царския манеж за разглеждане от обществеността, а на 20 септември княз Фердинанд тържествено открива заседанието на журито в състав проф. Антонен Мерсие от Франция, проф. Еторе Ферари от Италия, проф. Роберт Бах от Русия, българските художници Иван Мърквичка, Антон Митов, Петко Клисуров, арх. Никола Лазаров, инж. Стоимен Сарафов, Стоян Заимов и дипломати.
Конкурсът е спечелен от флорентинския скулптор Арналдо Дзоки. От второ до пето място са класирани съответно германецът Герхард Еберлайн, французите Антонен Лару и Гастон Мале, чехът Франтишек Роус и французинът Еужен Бовери. С похвални отзиви са отличени още петима претенденти, сред които преподавателите в Рисувалното училище, Жеко Спиридонов и Борис Шатц.
Основният камък е положен на 23 април 1901 г. (Гергьовден) в присъствието на княз Фердинанд I. Работата по изграждането на паметника завършва на 15 септември 1903 г., а официалното му откриване е на 30 август 1907 г. На освещаването му присъстват участници от войната, Фердинанд I със синовете си Борис и Кирил, великият княз Владимир Александрович, син на Александър II, със съпругата си Мария Павловна и сина им Андрей, военният министър ген. Каулбарс, ген. Столетов, комендантът на Санкт Петербург ген. Паренсов, както и Арнолдо Дзоки.